# Enderleinellus malaysianus
Enderleinellus malaysianus – gatunek wszy należący do rodziny Enderleinellidae, pasożytujący na wiewiórce (Sciurus lucas) powoduje chorobę wszawicę.
Samiec długości 0,6 mm, samica 0,7 mm. Są one silnie spłaszczona grzbietowo-brzusznie. Samica składa  jaja zwanych gniadmi, które są mocowane specjalnym "cementem" u nasady włosa. Rozwój osobniczy trwa po wykluciu się z jaja około 14 dni.
Pasożytuje na skórze całego ciała. Występuje na terenie Europy i Azji.